# Kamienica przy ulicy Krakowskiej 10 w Krakowie
Kamienica przy ulicy Krakowskiej 10 – zabytkowa kamienica znajdująca się w Krakowie, w dzielnicy I przy ulicy Krakowskiej, na Kazimierzu.
Pierwotny budynek został wzniesiony w XVII wieku. W 1813 roku został przebudowany. W 1826 roku kamienica została nadbudowany o drugie piętro. W 1898 roku budynek został przebudowany według projektu Beniamina Torbego.
5 czerwca 1968 kamienica została wpisana do rejestru zabytków. Znajduje się także w gminnej ewidencji zabytków.